# 凯尔·里滕豪斯
凱爾·霍華德·里滕豪斯（英語：Kyle Howard Rittenhouse，2003年1月3日—），美國伊利諾伊州人。他於2020年8月25日在威斯康星州基諾沙暴亂示威中充當義警（vigilante）維持治安，與「Black Lives Matter」示威者在兩個地點發生衝突，造成兩名試圖奪槍的示威者死亡，一名非法持槍且在衝突中拔槍指向他的示威者受傷。起初，部分左翼媒體及當時正在競選美國總統的喬·拜登將其稱為「白人至上主義者」及「隨機射手」，部份媒體更認為里滕豪斯的行為是「向人群掃射」等。然而，現場有多段影像證明兩名被射殺示威者先試圖搶奪凱爾的槍。一名被擊傷的示威者在法庭上承認，「當我站在3至5米遠，槍口向天時，他沒開槍；直到我向他逼近，用槍指向他時，他才開槍」。2021年11月19日，他被基諾沙縣巡迴法院判定為正當防衛，處以無罪釋放。

## 背景
凱爾·里滕豪斯於2003年出生於伊利諾伊州的安提阿，他與母親溫蒂·里滕豪斯（Wendy Rittenhouse）一起生活在安提阿。在2017-18學年，他就讀了Lakes社區高中一個學期，此後沒有再重新註冊任何一家本地高中。法庭記錄顯示，一年前，他的母親以「13歲的惡霸稱呼她的兒子『愚蠢』，並恐嚇他」為由，為兒子里滕豪斯和他現年19歲的姐姐向警局申請了保護令。在校外，里滕豪斯與安提阿消防局和葛雷斯雷克警察局一起參加了學員計劃，該計劃對14至21歲的青少年進行了執法基礎培訓。 
里滕豪斯在伊利諾伊州林登赫斯特的YMCA擔任兼職救生員。2020年3月，他因2019冠狀病毒病疫情而休假。 2020年1月30日，里滕豪斯參加了在得梅因舉行的特朗普集會，坐在前排，並張貼了1月的TikTok影片。里滕豪斯在青少年時代就支持聲援警察的“Blue Lives Matter”運動。

## 在基諾沙抗議中射擊
2020年8月25日，在威斯康星州基諾沙右翼基諾沙衛隊民兵呼籲志願者在喬治·弗洛伊德（George Floyd）抗議活動中幫助保護本地企業免受BLM暴徒的干擾（在警察槍殺雅各布之後，蔓延至基諾沙），里滕豪斯前往基諾沙（Kenosha），他的辯護律師聲稱他曾到基諾沙（Kenosha）擔任救生員。輪班結束後，據說他和一個朋友決定清理當地的BLM塗鴉，包括反警察的口號。在當地企業主呼籲當地人幫助他保護自己的汽車經銷店之後，里滕豪斯和他的朋友說自己武裝好了，接了電話。他們與其他基諾沙警衛隊民兵在街上巡邏，以防止暴徒破壞私人財產。 36歲的基諾沙居民約瑟夫·羅森鮑姆（Joseph Rosenbaum）試圖從他手中搶走里滕豪斯的槍，導致里滕豪斯向他開槍。然後，抗議者將他追到一個停車場的停車場，他打電話給一個熟人，告訴他們他相信自己剛剛殺了一個人。隨後他跑到大街上，有數人跟著追趕並大喊他剛剛開槍射人，里滕豪斯在追逐中跌倒，隨即有人對倒在地上的在里滕豪斯進行攻擊。其中一名抗議者安東尼·休伯（Anthony Huber）用滑板襲擊了里滕豪斯並企圖奪槍，里滕豪斯在搶奪間開槍擊中休伯胸部並導致其死亡。另一名傷者Gaige Grosskreutz最初將他的手舉到空中時並未受到攻擊，但右手拿了一把上了膛的GLOCK 27，且將雙手放下時繼續接近並將槍口朝向里滕豪斯，導致里滕豪斯開槍打傷了他。槍擊事件發生後警方趕到現場，里滕豪斯將手舉向空中並靠近警察，但警察僅警告里滕豪斯離開路面，里滕豪斯走向路肩後仍試圖靠近警車，車上警官卻仍舊沒有意識到他是剛剛射擊的槍手，最後在其中一名警官使用胡椒噴霧後里滕豪斯放棄繼續靠近並離開現場。

## 被捕及受審
里滕豪斯回到他母親在安條克的家中，在第二天凌晨也就是8月26日自行前往警局自首，並且立即被逮捕。根據威斯康星州法律，因為當時他已經17歲，所以將被視為成人起訴，該起訴列出了六項刑事指控。其中包括了一級過失殺人罪，是因為殺了羅森鮑姆，一級肆意危害安全罪， 一級故意殺人罪，是因為槍殺了胡貝爾，一級故意殺人未遂是因為打中了克魯伊茨的胳膊， 未滿18 歲持有危險武器。但是這個未滿18歲持有危險武器罪後來在庭審時被法官施羅德駁回了，理由是里滕豪斯的辯護律師指出了該州法律是允許未成年人持有16寸槍管以上的長槍的。  他的法律小組辯稱，他是為了自衛而行動，並被錯誤逮捕，並且他與一個暴徒進行了鬥爭。總統唐纳德·特朗普，塔克·卡爾森等主要保守派為里滕豪斯辯護。8月28日，法官宣布將里滕豪斯的引渡日期推遲至9月25日。於10月30日，里滕豪斯被伊州法院裁定引渡其到威斯康辛州受審，不得被釋放。在11月23日，里滕豪斯獲得由右翼組織支付的200萬美元保釋金而獲得保釋。2021年11月19日，基諾沙縣巡迴法院陪審團裁定所有指控均不成立，宣判凱爾·里滕豪斯無罪釋放。州檢方無法上訴，意味這是最終裁決。美國總統祖·拜登則呼籲公眾尊重並接受陪審團的裁決。